# Ons Behoud
Ons Behoud is een voormalig waterschap in de provincie Groningen.
Het waterschap was gelegen tussen het Aduarderdiep en het Reitdiep. De zuidgrens was de Wierumerschouwsterweg, de noordgrens de linker dijk van het Reitdiep, ten westen van Aduarderzijl. Het schap loosde via elf duikers (pompen) op het Aduarderdiep. Het had dus geen eigen bemaling. Binnen de polder lagen twee afgegraven wierdes die wel werden bemalen. 
Waterstaatkundig gezien ligt het gebied sinds 1995 binnen dat van het waterschap Noorderzijlvest.